# David Lack
David Lambert Lack (ur. 16 lipca 1910 w Londynie, zm. 12 marca 1973 w Oksfordzie) – brytyjski biolog ewolucyjny, ornitolog, ekolog, etolog, Honorowy Członek Royal Society odznaczony m.in. Medalem Darwina.

## Życiorys

### Dzieciństwo i młodość
David Lack był najstarszym z czworga dzieci znanego i zamożnego londyńskiego otolaryngologa Harry’ego Lamberta Lacka i Kathleen z domu Rind. Matka była aktywną sufrażystką; oboje rodzice byli zainteresowani poezją – organizowali w domu spotkania Poetry Society. David uczył się w domu do 7 roku życia, a następnie uczęszczał do Open Air School w Regenst's Park i – od 1920 roku – do Foster’s School w dzisiejszym Fareham. Przeżywał głęboko pierwsze rozstanie z rodziną, co doprowadziło go do postanowienia, że w przyszłości zostanie przyjaznym nauczycielem. W latach 1924–1929 chodził do Gresham’s School, Holt w Norfolk. Wspominał później nauczycieli biologii i chemii (W.H. Foy i H.H. Lockett); ubolewał, że zbyt mało nauczył się matematyki. Był aktywnym członkiem różnych szkolnych klubów dyskusyjnych i sportowych, m.in. Natural History Society, Debating Society, Camera Club. Brał udział w prawie wszystkich szkolnych przyrodniczych ekspedycjach terenowych (sponsorowanych przez Natural History Society), interesując się przede wszystkim ptakami. Prowadził kronikę zoologicznej sekcji szkolnego Natural History Society, publikowaną w The Annual Report of the Gresham’s School Natural History Society. W roku 1926 otrzymał Holland-Martin Natural History Prize za esej pt. Three Birds of Kelling Heath.
W następnych latach skończył studia przyrodnicze w Magdalene College (University of Cambridge), otrzymując stopień M.A. w roku 1933.

### Praca zawodowa

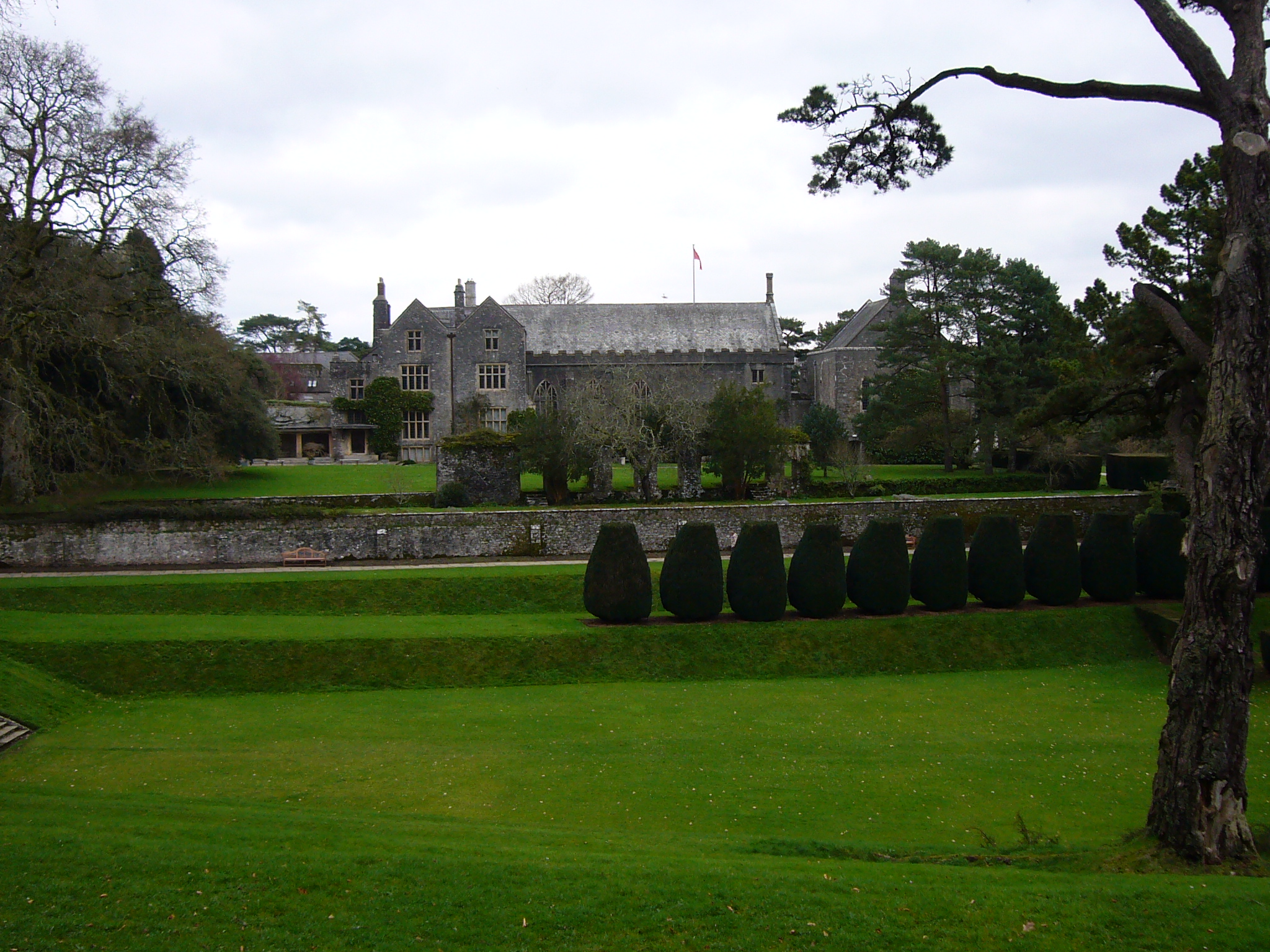
Dartington Hall School w Devonshire

Po studiach był nauczycielem w szkole średniej (Dartington Hall School w Devonshire, 1933–1940).
W tych latach wzbogacał też wiedzę ornitologiczną wykonując badania terenowe w Tanganice wspólnie z R.E. Moreau (1934) i odwiedzając Ernsta Mayra w Stanach Zjednoczonych (1935). W latach 1938–1939 prowadził badania zachowań (ang. behavior) ptaków na wyspach Galapagos. Podczas II wojny światowej (1940–1945) współpracował z Army Operational Research Group, zajmującą się techniką radarową. Doświadczenia nabyte w tym okresie wykorzystał po wojnie w czasie badań migracji ptaków.
Po zakończeniu wojny i po opublikowaniu książki The Life of the Robin (1943), która zyskała dużą popularność, D. Lack otrzymał stanowisko dyrektora Edward Grey Institute of Field Ornithology w Oksfordzie. W roku 1947 wydał przełomową książkę dotyczącą zagadnień ewolucji, opartą na wynikach badań na Galapagos (Darwin’s Finches) i obronił pracę doktorską (Sc.D.) w Magdalene College. Funkcję dyrektora EGI pełnił do roku śmierci (1973), przyczyniając się do przekształcenia tej jednostki w międzynarodowe centrum ekologii populacyjnej ptaków. W roku 1951 otrzymał tytuł Fellow Royal Society, w 1963 – fellow Trinity College. Był przewodniczącym International Ornithological Congress at Oxford w latach 1962–1966 i British Ecological Society w latach 1964–1965.

## Tematyka badań

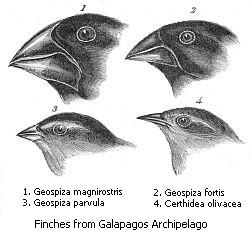
Zięby Darwina – ilustracja wykonana przez Johna Goulda, opracowującego zbiory z podróży HMS Beagle

David Lack był jednym z pierwszych ekologów, którzy rozpoczęli systematyczne badania gatunkowego zróżnicowania zwierząt, które wspólnie zajmują jedno siedlisko. Jest to uznawane za początek ekologii ewolucyjnej – nauki, która rozwinęła się na pograniczu ekologii i biologii ewolucyjnej.
Stwierdził, że w przypadku współistniejących populacji blisko spokrewnionych ptaków, zawsze można zaobserwować różne preferencje pokarmowe, ściśle związane z cechami morfologicznymi. Najbardziej spektakularnym dowodem stały się zięby Darwina z Galapagos – gatunki ptaków zaobserwowanych 100 lat wcześniej przez Karola Darwina, a sklasyfikowanych przez Johna Goulda, któremu Darwin przekazał zbiory z podróży HMS Beagle. D. Lack wybrał się na Galapagos w poszukiwaniu przyczyn specjacji tych zięb. Stwierdził, że budowa ich dziobów jest przystosowana do spożywania nasion o różnej wielkości oraz różnej twardości łupin. Za przyczynę powstania kilkunastu gatunków w czasie zaledwie ok. miliona lat uznał konkurencję o żywnościowe zasoby siedliska (zob. przykład Galapagos w Biogeografia wysp). Ten ekologiczny proces sprawia, że nisze ekologiczne nowych gatunków nie pokrywają się (zob. zasada Gausego), a wykorzystanie zasobów jest optymalne. Od czasu opublikowania kluczowej książki D. Lacka (1947) wykonano setki podobnych obserwacji (np. praca doktorska Roberta MacArthura), które dotyczyły – poza ptakami – wielu innych gatunków zwierząt oraz roślin. Uzyskano potwierdzenie hipotez Lacka, dotyczących roli czynników ekologicznych w ewolucji. Interpretacja obserwowanych zmian ekologiczno-ewolucyjnych doprowadziła Lacka do wniosków zgodnych z ideą doboru grupowego, kontrowersyjną w stosunku do teorii „samolubnego genu” Richarda Dawkinsa.
D. Lack prowadził również wieloletnie obserwacje zmierzające do wyjaśnienia problemu „naturalnej regulacji liczebności zwierząt” (tytuł książki wydanej w roku 1954). Zgromadzone dane doświadczalne i próby ich interpretacji opisał m.in. w książkach Natural Regulation of Animal Numbers (1954) i Population Studies of Birds (1966). Podobnych zagadnień dotyczyły wykonywane w tym samym okresie prace australijskich ekologów-entomologów, H. Andrewarthy i Ch. Bircha. Stwierdzili oni, że czynniki ograniczające szybkość wzrostu liczebności populacji mają przede wszystkim charakter abiotyczny. Problem nie został dotychczas rozstrzygnięty.

## Publikacje
W serwisie  books.google.pl znajdują się następujące pozycje z dorobku naukowego D. Lacka:
- 1928 – The Redshank, Etc,
- 1930 – Some Diurnal Observations on the Nightjar, etc,
- 1933 – Bear Island (wsp. G.C.L. Bertram),
- 1933 – Notes on the birds of Bear Island (wsp. G.C.L. Bertram),
- 1933 – Trichoptera, Lepidoptera, and Coleoptera from Bear Island,
- 1933–1934 – Habitat Distribution in Certain Icelandic Birds,wyd. Cambridge Bird Club,
- 1934 – The Birds of Cambridgeshire: With an Account of the Birds of the Undrained Fen (wsp. Henry Clifford Darby),
- 1934 – Notes on East Greenland Birds, with a Discussion of the Periodic Non-breeding Among Arctic Birds (wsp. G.C.L. Bertram, B.B. Roberts),
- 1934 – Some Insects from the Scoresby Sound Region, East Greenland, with an Account of the Fauna of a Nunatak,
- 1943 – The Life of the Robin (kolejne wydania w latach 1953, 1965, 1970, 1985),
- 1944 – Parasitic Hymenoptera from Bear Island (wsp. A. Roman),
- 1945 – The Galapagos Finches Geospizinae, wyd. California Acad. of Sciences,
- 1947 – Darwin’s Finches: An Essay on the General Biological Theory of Evolution, wyd. CUP Archive[5] (kolejne wydania w latach 1974, 1988),
- 1954 – The Natural Regulation of Animal Numbers, wyd. University Press (kolejne wydania w latach 1967, 1979),
- 1957 – Evolutionary Theory and Christian Belief: The Unresolved Conflict (kolejne wydania w latach 2008, 2013),
- 1966 – Passerine night migrants on Skokholm,
- 1966 – Are Birds Population regulated?,
- 1966 – Population studies of birds, wyd. Clarendon Press (kolejne wydania w latach 1968, 1973),
- 1967 – The Significance of Clutch-size in Waterfowl,
- 1968 – Darwin’s Finches. An Essay on the Gen. Biolog. Theory of Evolution, wyd. Smith,
- 1968 – Ecological Adoptions for Breeding in Birds, wyd. Methuen i Chapman and Hall,
- 1971 – Ecological Isolation in Birds, Main Ill. by Robert Gillmor,
- 1974 – Swifts in a Tower, wyd. Chapman and Hall (kolejne wydanie 1979),
- 1976 – Island Biology: Illustr. by the Land Birds of Jamaica, wyd. University of California Press.

## Wyróżnienia, upamiętnienie
David Lack otrzymał w roku:
- 1958 – Godman-Salvin Medal od British Ornithologists' Union[2][10],
- 1972 – Medal Darwina od Royal Society za znaczący wkład w ornitologię i wiedzę na temat mechanizmów ewolucji[7][11].

Jego życie i prace są tematem opracowań biograficznych, w których jest nazywany ojcem ekologii ewolucyjnej (np. T. Anderson, Father of Evolutionary Ecology lub hero of modern ornithology, a w licznych naukowych publikacjach z tej dziedziny przytaczane są popularne cytaty z jego prac.